# Distrito de Schweinfurt
Schweinfurt es uno de los 71 distritos en que está dividido administrativamente el estado alemán de Baviera. Se encuentra en el centro de la región administrativa (Regierungsbezirk) de la Baja Franconia (Unterfranken).
El distrito limita al norte con Bad Kissingen y Rhön-Grabfeld, al este con Haßberge, al sureste y sur con Bamberg y Kitzingen y al oeste con Würzburg y Main-Spessart. 
Se estima que en el distrito de Schweinfurt habitan 170000 personas, incluyendo aprox. 54000 en la ciudad de Schweinfurt, que para efectos administrativos constituye un distrito independiente. 

## Ciudades y municipalidades
| Ciudades | Verwaltungsgemeinschaften    | Muncipalidades |
| --- | ---------------------------- | --- |
| 1. Gerolzhofen¹ Markt 1. Oberschwarzach¹ 2. Stadtlauringen 3. Werneck ¹ administrado dentro de un Verwaltungsgemeinschaft | 1. Gerolzhofen 2. Schwanfeld | 1. Bergrheinfeld 2. Dingolshausen 3. Dittelbrunn 4. Donnersdorf 5. Euerbach 6. Frankenwinheim 7. Geldersheim 8. Gochsheim 9. Grafenrheinfeld 10. Grettstadt 11. Kolitzheim 12. Lülsfeld 13. Michelau im Steigerwald 14. Niederwerrn 15. Poppenhausen 16. Röthlein 17. Schonungen 18. Schwanfeld 19. Schwebheim 20. Sennfeld 21. Sulzheim 22. Üchtelhausen 23. Waigolshausen 24. Wasserlosen 25. Wipfeld |